# Çavdarlı, Afyonkarahisar
Çavdarlı là một xã thuộc thành phố Afyonkarahisar, tỉnh Afyonkarahisar, Thổ Nhĩ Kỳ. Dân số thời điểm năm 2011 là 1.142 người.